# Torre CN
La Torre CN (anglès: CN Tower, francès: Tour CN) és una torre situada a Toronto, Ontario (Canadà) que serveix de torre de comunicacions i d'observació. Va ser construïda el 1976, i va ser l'estructura més alta del món fins a la construcció del Burj Khalifa a Dubai el 2007. A data de 2014 és l'edifici més alt de l'hemisferi oest, i un símbol de Toronto i del Canadà que atreu més de dos milions de visitants per any.
El nom de CN inicialment es referia a la Canadian National Railway, la companyia nacional de ferrocarrils que va construir la torre. Des de la seva venda el 1995 el significat es pot ampliar a Canadà National Tower encara que rarament s'utilitza.
En ser una torre, no sol incloure's en les llistes d'edificis més alts del món